# 笑福亭希光
笑福亭 希光（しょうふくてい きこう、1979年7月6日 - ）は、落語芸術協会に所属する落語家。笑福亭鶴光門下の二ツ目。本名∶船越 哲志。

## 芸歴
- 2013年 - 笑福亭鶴光に入門[1]、「希光」を名乗る。
- 2017年8月 - 二ツ目昇進[2]。

## 受賞歴
- 2018年 - 第10回前橋若手落語家選手権優勝[3]
- 2024年8月 - 第35回北とぴあ若手落語家競演会 大賞[4][5]
- 2025年3月 - 第24回さがみはら若手落語家選手権準優勝

## 経歴
1998年、大阪産業大学経営学部経営学科に入学。1999年に仁田和伸との漫才コンビ「アイムスクリーム」を結成し、その年のうちに初舞台。2001年には浪花座出演を果たす。2004年には漫才アワード敗者復活戦出場や京都バスツアー(義経を巡る旅)ガイド司会レギュラーを務め、2005年には初単独ライブを開催するも、2006年にコンビを解散。原付で4日かけて大阪から東京へ拠点を移す。翌年吉本新喜劇(ルミネtheよしもと)座員になるも2013年に退団し笑福亭鶴光に入門。前座名は「希光」。2017年八月中席には二ツ目に昇進。2018年には第10回前橋若手落語家選手権で優勝した。2024年には第35回北とぴあ若手落語家競演会で大賞。2025年には、第24回さがみはら若手落語家選手権にも準優勝している。

## 人物
- 同じ落語芸術協会に所属する10人（他のメンバーは、春風亭鯉づむ、春風亭昇吾、桂竹千代、昔昔亭喜太郎、瀧川鯉白、三遊亭遊子、桂鷹治、古今亭今いち、立川幸之進）で「芸協カデンツァ」というユニットを組んでいる。実質的に「成金」の後継にあたる。
- 2024年6月「芸協カデンツァ 初夏の大合奏」では、自身の吉本新喜劇の在籍経験を活かし新喜劇の作家による脚本で「カデンツァ新喜劇」を上演する中心となった。その公演を取材した桂米助に認められ、浅草演芸ホール12月上席後半公演では大喜利としてカデンツァ新喜劇興行が催され、大入満員となった。
- 2020年2月、ギャラクシー賞のテレビ部門フロンティア賞を受賞したYoutube「神田伯山ティービィー」（プロデュース：冬夏株式会社（古舘理沙)、監修：九龍ジョー、編集：岩淵弘樹）において、桂鷹治・古今亭今いちと共に、六代目神田伯山真打昇進襲名披露興行の番頭として通常の撮影クルーが入ることができない寄席の楽屋にハンディカメラを持って入り、舞台裏の様子を三人で29日間[注釈 1]連続撮影し続けた。
- 特技はバイオリン演奏[6]。芸協所属の落語家、講談師によるハワイアンバンド「アロハマンダラーズ」のベーシストとしても活動している。

## 出演

### テレビ
- 僕ら的には理想の落語 (2021年、ムービック）-　落語監修

### ドラマ
- Qrosの女 スクープという名の狂気 第3話（2024年10月21日、テレビ東京） - 神谷亭遊菊 役[7]